# 藤井優
藤井 優（ふじい まさる、1948年8月20日 - ）は、広島県広島市西区出身の元射撃選手。ライフル射撃ナショナルチーム(全日本)コーチ、監督。日本ライフル射撃協会常務理事。デジタルスポーツ射撃連盟理事長。日本オリンピック委員会評議委員。早稲田大学商学部卒業。

## 経歴
修道中学校2年まで広島で育つ。早稲田大学時代に全日本学生選手権で優勝。1970年、西ドイツ・ヴィースバーデンの国立射撃学校へ留学し、帰国後は日本選手権で3度の優勝を誇った。
1996年にアトランタオリンピックのピッチングコーチに選ばれる。1999年に日本ライフル射撃協会理事、選手強化委員長に就任し2000年シドニーオリンピックや2004年アテネオリンピックなどのナショナルチーム監督を務めた。
選手引退後、東京・御茶ノ水で銃砲店兼射撃用品センター・兵林館を設立。経営の傍ら多くの射撃選手を就職させ育成した。またモントリオールオリンピック金メダリスト・ラニー・バッシャムと共同でアメリカ・テキサス州セギン市にテキサス射撃学校を設立した。
2000年にはレーザー光線銃を使うデジタルスポーツ射撃 (DSS) を発案。日本代表チームの合宿を山形県高畠町で行ったのが縁で、DSS連盟事務所を高畠町に置き、競技名も「タカハタ」と命名した。
また1970年、西ドイツの国立射撃学校留学時、当時アメリカ陸軍射撃チームの無名選手だったラニー・バッシャムと出会い、親交を深める。藤井は日本チャンピオンとなった後、選手を引退したが、ラニーはその後も射撃を続け、1972年のミュンヘンオリンピックで銀メダルに輝いた。しかし、ラニーは金メダルを期待されながらも、プレッシャーに潰され、銀メダルに終わった悔しさから、精神との闘いが必要と痛感。当時は精神を訓練する方法を教えるようなものはなく、オリンピックの金メダリストに直接やり方を聞いたり、いろいろな本を読み情報を集め集約し、スポーツの世界に「メンタルマネージメント」という理論・手法を最初に取り入れた。その結果、ラニーは1976年のモントリオールオリンピックで金メダルを獲得した。
1979年、テキサスでこの講義を受け感銘した藤井は、日本ライフル射撃協会の強化委員として日本の選手たちに伝えようとしたが、その内容があまりにも、従来のライフル射撃界で教えられてきたことと異なるため、選手に教える前にまず自分で試してみたいと同年、日本で営業を始めたマルチ商法業者のアムウェイで試した。この理論を実践して大きな成功を収めた藤井は、その後、後進の指導のみならず講演活動等でこの理論を日本で広めた。
勝つために「意識」と「下意識」と「セルフ・イメージ」の三つの精神活動をコントロールすることを基本とする「メンタルマネージメント」の理論は、現在ではスポーツ界のみならず、ビジネスの世界等でも広く認知されている。藤井は、日本におけるその草分けであり、ラニーの理論を翻訳し構成したのが1990年に刊行された『メンタル・マネージメント―勝つことの秘訣』である。

## 著書
- 『メンタル・マネージメント―勝つことの秘訣』（ラニー・バッシャム共著、1990年、メンタル・マネージメント・インスティテュート）